# Paul Reichardt
Paul Reichardt (* 13. Dezember 1875; † nach 1930) war ein deutscher Kapitän zur See der Kaiserlichen Marine.

## Leben
Paul Reichardt trat am 4. April 1893 in die Kaiserliche Marine ein und avancierte bis zum 24. April 1916 zum Fregattenkapitän. Später war er Erster Offizier auf der Posen‚ nahm mit dem Schiff während des Ersten Weltkriegs an der Skagerrakschlacht teil. Ab Juli 1916 war Reichardt als Dezernent im Admiralstab der Marine tätig.

### Geheimdiensttätigkeiten
Nachdem im Herbst 1916 in der Nachrichten-Abteilung N im Admiralstab NIV für Sabotageoperationen eingerichtet wurde, übernahm Reichardt im August 1916 die Einrichtung. Hauptsitz war in der Berliner Lützowstraße und zur Tarnung waren die „Agatit-Werke“ gegründet worden. Bis März 1917 führte er die Tarneinrichtung. Im November 1916 schickte Reichardt den Spion Hermann Wessels (* 1877), Reserveoffizier der Kaiserlichen Marine, alias Niederländer Harvey Schroejers alias Amerikaner Carl Stamm als Schweizer Carl Rödiger auf einem norwegischen Dampfer in die USA. Kurze Zeit später folgte der Spion Alexander Victor Kircheisen alias Charles Nelson alias L. A. 7 in die USA, um als Verbindungsmann zwischen Wessels und dem NIV zu fungieren. Wessels Aufgabe war es in den USA durch Bombenanschläge auf amerikanische oder andere alliierte Schiffe Stimmung gegen Großbritannien aufzubauen. Ebenso sollte er probieren, Iren zum Eintritt in die britische Marine zu bewegen, um dort auch Bombenanschläge zu verüben. Das Bombenmaterial war in Kinderspielzeug an eine amerikanische Adresse geschickt worden, wo Wessels dieses abholen musste. In der Zeit korrespondierte er mehrfach schriftlich unter Verwendung eines Geheimcodes, schrieb aber nicht nach Deutschland, sodass Reichardt sich gezwungen sah, mit Kircheisen eine Kontaktmöglichkeit zu schaffen. Anfang Januar 1917 konnte Wessels einen Kontakt zum irischen Patrioten John Devoy (1842–1928) aufbauen. Kircheisen verließ die USA mit dem Report von Wessels Mitte Januar 1917 Richtung Deutschland. Auch die Spionin Maria von Kretschmann, Tochter von Hans von Kretschmann und Schwester von Lily Braun, alias Maria de Victorica alias Madame Victorica wurde zur Wessels Unterstützung geschickt und übersandte, nachdem sie Ende Januar 1917 in New York angekommen war, mehrere Berichte nach Deutschland.

### Weiterer Dienst in der Marine
Von März 1917 bis November 1917 war er Kommandant der Lübeck, welche als U-Boot-Schul- und Zielschiff eingesetzt wurde. Bis Mai 1918 hatte er die Führung der Straßburg inne. Anschließend war er bis Kriegsende Direktor der Marineschule in Sonderburg. Am 22. November 1919 wurde er aus der Marine entlassen und erhielt am 27. Januar 1920 den Charakter als Kapitän zur See.
Bis Mitte Februar 1918 hatte er u. a. den Roten Adlerorden 4. Klasse, beide Klassen des Eisernen Kreuzes, das Ritterkreuz 2. Klasse des Ordens vom Zähringer Löwen, den Bayerischen Militärverdienstorden 4. Klasse mit der Krone, das Lübecker Hanseatenkreuz und das Ritterkreuz I. Klasse des Albrechts-Ordens mit der Krone und Schwertern erhalten.